# Microrégion d'Auriflama
La microrégion d'Auriflama est l'une des huit microrégions qui subdivisent la mésorégion de São José do Rio Preto de l'État de São Paulo au Brésil.
Elle comporte 9 municipalités qui regroupaient 44 154 habitants en 2006 pour une superficie totale de 2 312 km².

## Municipalités[1]
- Auriflama
- Floreal
- Gastão Vidigal
- General Salgado
- Guzolândia
- Magda
- Nova Castilho
- Nova Luzitânia
- São João de Iracema